# Стопанство на Лихтенщайн
Лихтенщайн е индустриално-аграрна страна. Икономиката е тясно свързана с Швейцария (митнически и икономически съюз). Промишлени отрасли – уредоростроене, производство на вакуумна техника, електронни системи, микропроцесори, текстилна, керамична и фармацевтична промишленост. В промишлеността е заето 39% от трудоспособното население. Над 13 хил. души ежедневно пристигат на работа от Швейцария и Австрия. В селското стопанство са заети 6% от работещите. Основен отрасъл – животновъдство. В Лихтенщайн са регистрирани над 40 хил. чужди компании, повечето от които са тип „пощенски кутии“, които осигуряват 20% от приходите в бюджета.
В миналото значителна част от приходите в бюджета са идвали от издаването на пощенски марки. Сега продажбите са силно намалели и представляват незначителна част от приходите на херцогството.